# Пасат
Пасати (шпански pasar — „проћи, прелазити“; јер су ти ветрови били повољни за пловидбу једрилица из Европе у Америку) су ветрови који настају тако што од појасева високог ваздушног притиска између 20° и 40° северне и јужне географске ширине, који су правилно развијени само изнад океана и то много изразитије на јужној полулопти, ваздушне масе струје са обе стране према полутарском појасу ниског притиска. На северној полукугли се јављају као североисточни и источни ветар, а на јужној полукугли као југоисточни и источни ветар.
Пасати имају више меридијански правац дувања на источним странама океана, док је при западним странама правац више упореднички, нарочито у летњој половини године одговарајуће земљине полукугле. То важи и за цео Тихи океан и за јужни део Индијског океана. Тај систем ветрова је знатно преиначен у близини великих континената, нарочито у јужној Азији, услед великих годишњих колебања температуре и ваздушног притиска, као и непосредног додира са Индијским океаном, па је овде развијен систем монсунских ветрова. Главно обележје пасатских ветрова је њихова постојаност и у правцу и у јачини. Ветар у тим крајевима дува данима, недељама, па и месецима готово из истог правца и истом брзином. Поремећаји су веома ретки у средишним деловима пасатских појасева. 
Средња брзина пасата у његовим средишним деловима износи од 6—9 m/s, али је неким месецима мања. Иначе, брзина пасатских ветрова се смањује са ближењем термичком екватору, тј. појасу полутарских тишина. Пасати имају највећу јачину у пролећу одговарајуће земљине полукугле, а најмању у супротном годишњем добу — у јесен. Пасати су, поред тога, сразмерно суви и прохладни при ведром времену. Немају никакву тежњу за узлазним кретањем, па по томе ни за образовање облака и падавина. Али све то наступи чим се испречи неко бреговито острво или копно. Ово присиљено узлазно кретање, и до сразмерно незнатне висине, условљава довољно снижење температуре да би дошло до кондензовања водене паре и до трајне и обилне падавине, при бреговитим обалама, која се по томе зове орографска киша. 
Пасати су обично јачи у пролеће него у јесен, па стога доносе у том времену обилније кише. Најчешће типичне, пасатске орографске кише се јављају на Хавајским острвима, али и на Великим и Малим Антилима, Зеленортским Острвима, Мадагаскару и Острву Свете Јелене.	
Висина до које се осећају пасатски ветрови врло је променљива. Североисточни пасат на Атлантском океану обично влада до нешто веће висине од 900 метара, али по непосредним посматрањима, понекад достиже висину и до 4000 метара. Треба такође споменути да појас пасатских ветрова заузима више од половине земљине површине, али су они поремећени на највећем делу свога простора у близини континената.

## Историја
Термин trade winds изворно потиче из појма трговине из раног четрнаестог века (на касном средњеенглеском) и даље често значи „пут“ или „трак“. Португалци су препознали важност пасата (тада Волта до мар, што на португалском значи „скретање мора“ али и „повратак с мора“) у пловидби у северном и јужном Атлантском океану још у 15. веку. Из западне Африке, Португалци су морали да отплове из континенталне Африке, односно на запад и северозапад. Потом би могли да се окрену североистоку, у област око Азорских острва, и коначно на исток ка континенталној Европи. Такође су научили да би стигли у Јужну Африку, да морају да оду далеко у океан, крену ка Бразилу и поново на исток око 30 °C. (То је зато што праћење афричке обале на југу значи пловидба уз ветар на јужној хемисфери.) У Тихом океану, пуна циркулација ветра, која је укључивала и источни пасат и западни ветар на вишим географским ширинама, била је непозната Европљанима све до путовања Андреса де Урданете 1565. године.
Капетан једрењака тражи курс дуж којег се може очекивати да ће ветрови дувати у правцу кретања. Током доба једара, образац преовлађујућих ветрова чинио је разне тачке света лако или тешко доступним, и стога је имао директан утицај на изградњу европског царства, а тиме и на модерну политичку географију. На пример, Манилске галије уопште нису могле да плове у ветар.
До 18. века, важност пасата за енглеску трговачку флоту за прелазак Атлантског океана навела је ширу јавност и етимологе да идентификују име са каснијим значењем „трговине“: „(страна) трговина“. Између 1847. и 1849. Метју Фонтен Мори је прикупио довољно информација да направи карте ветра и струје за светске океане.

## Узрок
Као део Хедлијеве ћелије, површински ваздух тече према екватору док је ток у висини према половима. Подручје ниског притиска са мирним, лаганим променљивим ветровима у близини екватора је познато као долдрами, блиско екваторијална корита, интертропски фронт, или зона интертропске конвергенције. Када се налази унутар монсунског региона, ова зона ниског притиска и конвергенције ветра је такође позната као монсунско корито. Око 30° у обе хемисфере, ваздух почиње да се спушта према површини у суптропским појасевима високог притиска познатим као суптропски гребени. Ваздух који се спушта (тоне) је релативно сув, јер се спуштањем температура повећава, али садржај влаге остаје константан, што смањује релативну влажност ваздушне масе. Овај топли, суви ваздух је познат као супериорна ваздушна маса и обично се налази изнад морске тропске (топле и влажне) ваздушне масе. Повећање температуре са висином је познато као температурна инверзија. Када се догоди у оквиру режима пасата, познат је као инверзија пасата.
Површински ваздух који струји из ових суптропских појасева високог притиска ка екватору је скренут ка западу у обе хемисфере Кориолисовим ефектом. Ови ветрови дувају претежно са североистока на северној хемисфери и са југоистока на јужној хемисфери. Пошто су ветрови названи по правцу из којег дувају, ови ветрови се називају североисточним пасатима на северној хемисфери и југоисточним пасатима на јужној хемисфери. Пасати обе хемисфере сусрећу се у долдрумима.
Док дувају преко тропских региона, ваздушне масе се загревају на нижим географским ширинама због више директне сунчеве светлости. Они који се развијају изнад копна (континентални) су сувљи и топлији од оних који се развијају изнад океана (поморски) и путују ка северу на западној периферији суптропског гребена. Морске тропске ваздушне масе се понекад називају трговачким ваздушним масама. Сви тропски океани осим северног Индијског океана имају велика подручја пасата.

## Ефекти времена и биодиверзитета
Облаци који се формирају изнад региона у оквиру режима пасата обично се састоје од кумулуса који се не протежу више од 4 km (13.000 ft) у висину, а виши су ограничени инверзијом пасата. Пасати потичу у већој мери из правца полова (североисток на северној хемисфери, југоисточни на јужној хемисфери) током хладне сезоне, а јачи су зими него лети. На пример, сезона ветрова у Гвајани, која се налази на ниским географским ширинама у Јужној Америци, се дешава између јануара и априла. Када је фаза арктичке осцилације (АО) топла, пасати су јачи у тропима. Хладна фаза АО доводи до слабијих пасата. Када су пасати слабији, веће количине кише падају на копнене површине у тропским крајевима, као што је Централна Америка.
Средином лета на северној хемисфери (јул), пасати који се крећу на запад јужно од суптропског гребена који се креће ка северу ширећи се ка северозападу од Карипског мора у југоисточну Северну Америку (Флорида и обала Мексичког залива). Када прашина из Сахаре која се креће око јужне периферије гребена путује преко копна, падавине су потиснуте и небо се мења из плавог у бело што доводи до повећања црвених залазака сунца. Његово присуство негативно утиче на квалитет ваздуха тако што повећава број честица у ваздуху. Иако југоисточне САД имају неке од најчистијих ваздуха у Северној Америци, велики део афричке прашине која стиже до Сједињених Држава утиче на Флориду. Од 1970. године, појаве прашине су се погоршале због периода суше у Африци. Постоји велика варијабилност у транспорту прашине на Карибе и Флориду из године у годину. Догађаји прашине повезани су са падом здравља коралних гребена широм Кариба и Флориде, првенствено од 1970-их.
Сваке године милиони тона сахарске прашине богате хранљивим материјама прелазе Атлантски океан, доносећи витални фосфор и друга ђубрива осиромашеном амазонском земљишту.